# Сулейман Сане
Сулейман Сане (фр. Souleyman Sané, нар. 26 лютого 1961, Дакар) — сенегальський і французький футболіст, що грав на позиції нападника за низку клубних команд, насамперед німецьких та австрійських, а також за національну збірну Сенегалу.
По завершенні ігрової кар'єри — тренер. Батько гравця футбольної збірної Німеччини Лероя Сане.

## Клубна кар'єра
Народився в сенегальській столиці, Дакарі, в родині сенегальських дипломатів. У чотирирічному віці переїхав до Франції, де згодом отримав громадянство. У дорослому футболі дебютував 1981 року виступами за нижчолігову команду «Вірі-Шатійон».
1982 року вступив до французької армії і був направлений до Німеччини. Там продовжив грати у футбол, виступаючи за нижчоліговий «Донауешинген».
1985 року уклав професійний контракт з друголіговим «Фрайбургом», де відразу ж отримав місце у стартовому складі і почав демонструвати високу результативність. Заголом протягом трьох сезонів забив за фрайбурзький клуб 56 голів у 107 іграх, тобто відзначався щонайменше у кожній другій грі. 21 із цих голів припав на сезон 1987/88, що дозволило Сане стати найкращим бомбардиром Другої Бундесліги.
В такому статусі сенегалець того ж 1988 року перейшов до вищолігового «Нюрнберга», у складі якого провів наступні два роки своєї кар'єри гравця. Граючи у складі «Нюрнберга» також здебільшого виходив на поле в основному складі команди, утім мав досить посередню результативність. Кількість забитих Сане голів збільшилася після його переходу до «Ваттеншайд 09». Відіграв за цю команду, що на той час була серед аутсайдерів Бундесліги чотири сезони.
1994 року приєднався до лав австрійського «Тіроля», де у першому ж сезоні з 20-ма голами у 33 іграх став найкращим бомбардиром австрійської першості. Наступного сезону демонстрував суттєво гіршу результативність і по його ходу перейшов до швейцарської «Лозанни».
У 1997 року повернувся до Німеччини, де знову грав за вже друголіговий на той час «Ваттеншайд 09», а завершував професійну ігрову кар'єру в австрійській команді ЛАСК (Лінц), за яку виступав протягом 1999—2000 років. У 2000-х грав за низку аматорських команд у Німеччині.

## Виступи за збірну
На рівні збірних погодився виступати за команду рідної країни і 1990 року дебютував в офіційних матчах за національну збірну Сенегалу.
У складі збірної був учасником Кубка африканських націй 1990 в Алжирі та домашнього для сенегальців Кубка африканських націй 1992 в Сенегалі.
Загалом протягом кар'єри в національній команді, яка тривала 8 років, провів у її формі 55 матчів, забивши 29 голів.

## Кар'єра тренера
2008 року прийняв запрошення очолити тренерський штаб збірної Занзібару. Працював із цією командою, що не мала права виступів у змаганнях під егідою ФІФА та КАФ, до 2011 року.

## Особисте життя
Виступаючи в Німеччині, познайомився з німецькою художньою гімнасткою, бронзовою олімпійською призеркою Регіною Вебер, з якою згодом одружився. У пари народилися три сини — Кім, Лерой та Сіді, які займалися футболом в структурі «Шальке 04». Середній з братів, Лерой, не лише пробився до головної команди клубу, але й став згодом основним гравцем національної збірної Німеччини.

## Титули і досягнення
- Найкращий бомбардир австрійської Бундесліги (1):

1994/95 (20 голів)